# Kieme

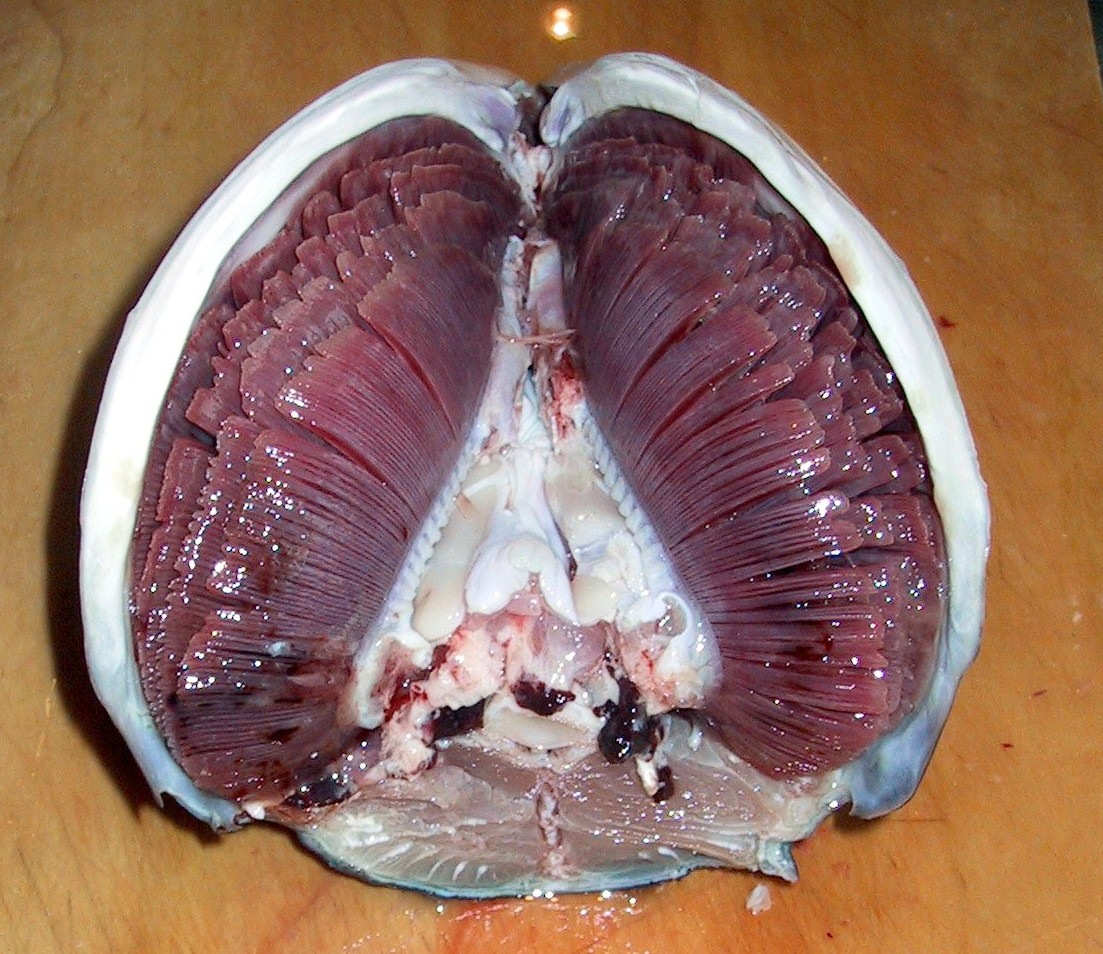
Innere Kiemen eines Thunfisches

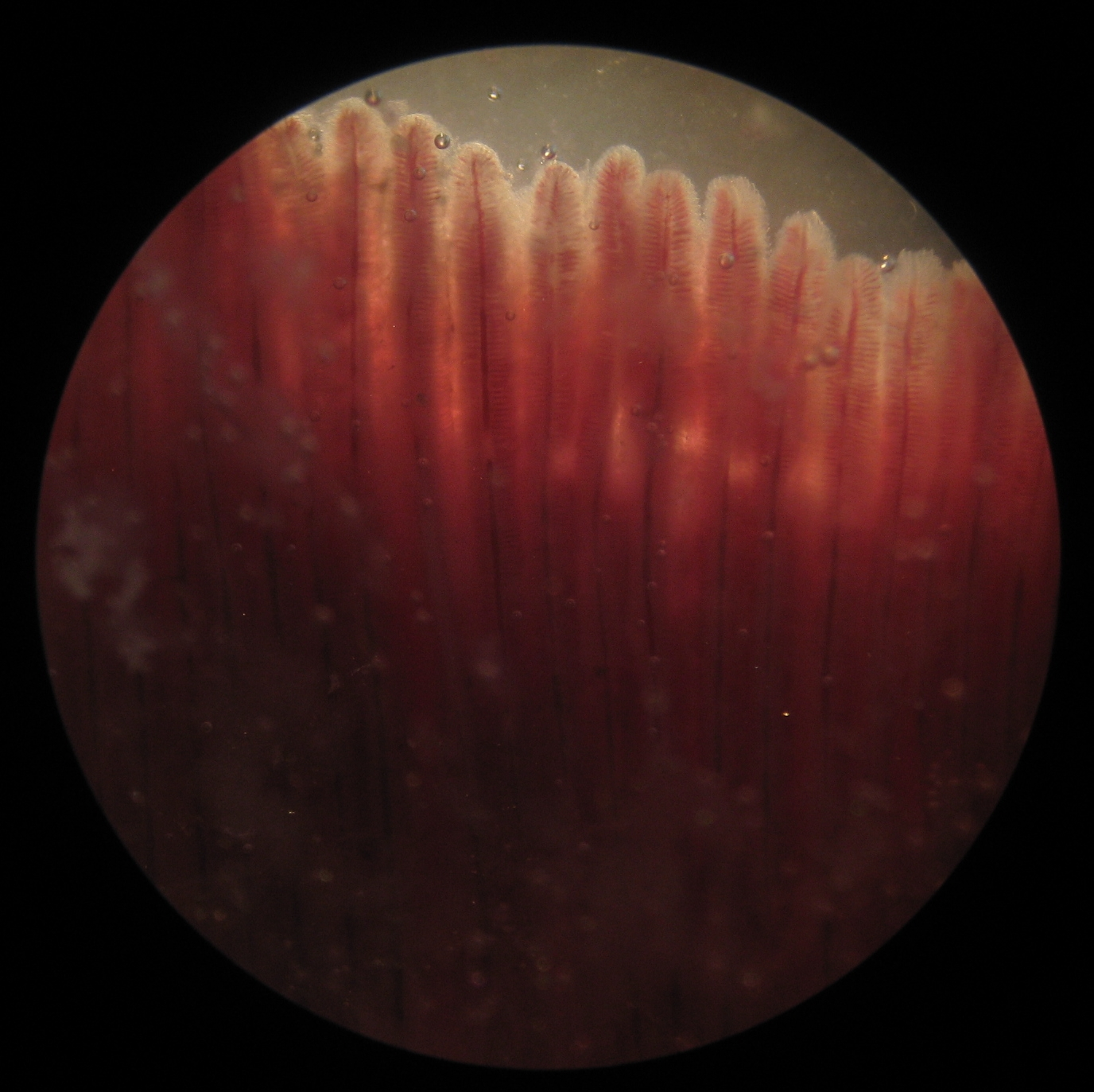
Die Kiemen einer Karausche (Carassius carassius) unter dem Mikroskop

Die Kieme (meist Plural: Kiemen; von mittelhochdeutsch: kimme „Einschnitt, Kerbe“, zoologisch als Branchien bezeichnet) ist ein Organ, das bei vielen Wassertieren dem Blut den im Wasser gelösten Sauerstoff zuführt. Diese Form der Atmung unter Wasser wird als Kiemenatmung bezeichnet.
Kleinere Tiere benötigen keine Kiemen – bei ihnen reicht Hautatmung aus. Die Kiemen größerer Tiere sind daher im Wesentlichen mit einer sehr dünnen und durchlässigen Haut bekleidet und lassen in ihrem Inneren das Blut entweder in besonderen Adern oder in Lücken zirkulieren, so dass es mit dem Wasser durch Diffusion möglichst nahe in Austausch treten kann. Sie liegen an verschiedenen Stellen des Körpers: bei Würmern und Krebsen an den Extremitäten, bei manchen Muscheln und Wasserschnecken in der Mantelhöhle, bei Fischen an den Kiemenspalten im Vorderdarm. Meist liegen die Kiemen frei (können jedoch oft unter die Haut zurückgezogen werden), oder sie sind in besonderen Höhlungen geschützt untergebracht. Um dem Wasser auf kleinem Raum eine große Fläche zu bieten, sind sie kamm-, blatt-, büschel- oder baumförmig. Die Fischkiemen, die auf den knorpeligen oder knöchernen Kiemenbögen stehen, haben meist eine rosa bis rötliche Färbung. Dies ist darauf zurückzuführen, dass die Blutgefäße in den Kiemen sehr dicht unter der Oberfläche liegen. Bei fast allen Fischen tragen die mit bloßem Auge deutlich zu erkennenden Kiemenblätter und senkrecht dazu stehende Blättchen zur Oberflächenvergrößerung bei. Die Gesamtfläche der Kiemen entspricht dem 10- bis 60-fachen der Hautoberfläche eines Fisches (je nach Lebhaftigkeit und Lebensraum).

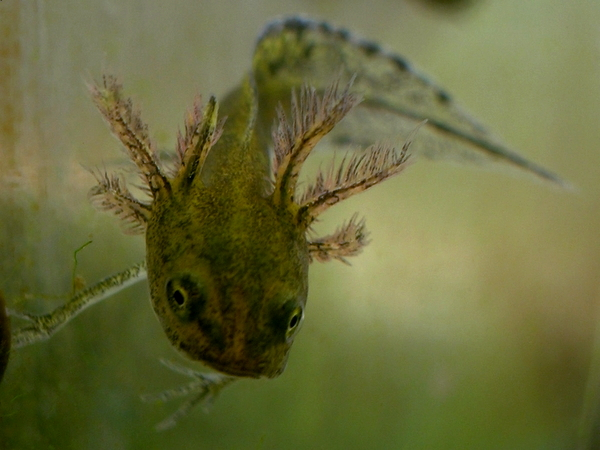
Larve des Nördlichen Kammmolches (Triturus cristatus) mit äußeren Kiemen

Kiemen finden sich bei sehr vielen Wasser- und auch bei einigen in feuchter Luft lebenden Landtieren, also bei Schnecken (Ausnahme: Lungenschnecken), Muscheln und anderen Weichtieren, bei diversen Würmern, bei Krebsen etc., ferner ganz allgemein bei den Fischen und bei den Larven (und einigen Erwachsenen) der Amphibien. Sogar einige Wasserschildkröten können (sekundär) mit Kiemen atmen.
Da die Kiemenblätter leicht eintrocknen und miteinander verkleben, können die auf Kiemenatmung angewiesenen Tiere sehr rasch außerhalb des Wassers ersticken. Wenn die Sauerstoffkonzentration im Wasser zu gering ist, können sie auch dort ersticken, zumal der Energieaufwand im Wasser zur Atmung größer sein muss als an der Luft.
Manche Fische und Krebse sind durch besondere Vorkehrungen (welche zum Beispiel das Atemwasser in den Kiemenhöhlen von neuem mit Sauerstoff aus der Luft versorgen) zu längerem Aufenthalt außerhalb des Wassers befähigt.

## Verbreitung

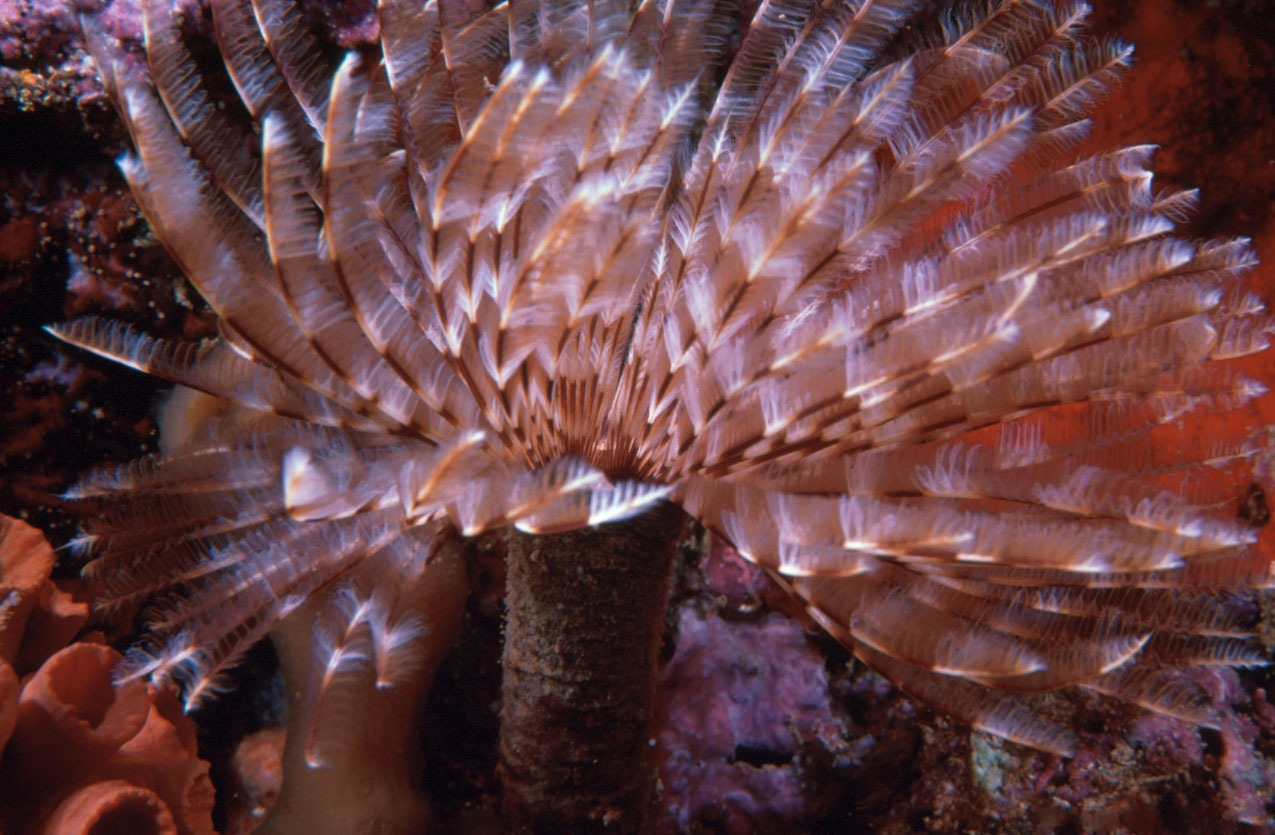
Eudistylia polymorpha, ein Vertreter der Sabellida

### Röhrenwürmer
Röhrenwürmer tragen besonders auffällige Kiemen.

### Weichtiere
Außer den Kahnfüßern, die keine ausgebildeten eigenen Atemorgane besitzen, sowie den Lungenschnecken tragen alle Weichtiere Kiemen, meist im Mantel. Der Wasserfluss kann zur Erhöhung des Stoffaustausches mit Hilfe der Mantelmuskulatur gesteigert werden (bes. bei den Kopffüßern).

### Gliederfüßer

#### Krebstiere
Alle Krebstiere tragen Kiemen – auch die gut ans Landleben angepassten Asseln (in einer Art Miniaquarium).
Die Echten Krebse tragen Kiemen an ihren Extremitäten, bei den höheren Krebsen liegen sie in einer Kiemenkammer. Bei den Riesenasseln befinden sich die Büschelkiemen an den ersten beiden Beinpaaren des Hinterleibes, den Pleopoden.

#### Spinnen
Spinnentiere besitzen keine Kiemen. Wasserbewohnende Wasserspinnen haben aber Mechanismen entwickelt, die sie zum Gasaustausch mit dem Wasser befähigen: sie tragen eine Luftblase an ihren Borsten und bringen diese auch in eine Luftblase unter Wasser ein. Die Luftblasen dienen den Wasserspinnen als physikalische Kieme oder Plastron-Atmung.

#### Insekten
Die durch Tracheen atmenden Tracheata (dazu gehören die Insekten) sind nur ausnahmsweise mit Kiemen (teils ohne, teils in Verbindung mit Tracheen) ausgestattet, so zum Beispiel die wasserlebenden Larven der Libellen, Eintagsfliegen, Steinfliegen, Großflügler und einiger Zweiflügler.
Besonders bei Käferlarven gibt es die Plastron-Atmung: die Larve ist (tw.) von einer Luftschicht bedeckt, die von besonders ausgebildeten, wasserabstoßenden Haaren festgehalten wird. Aus dieser Luftschicht als physikalischer Kieme atmet die Larve mittels Tracheen.
Tracheenkiemen sind die typischen Atmungsorgane aquatisch lebender Insektenlarven.
Anhänge am Abdomen (zum Beispiel bei Kleinlibellen (Zygoptera)), Rektalkiemen oder auch Darmkiemen (der Großlibellen (Anisoptera) und der Urlibellen (Anisozygoptera)) sind spezielle Atmungsorgane mancher aquatischer Larven.

### Wirbeltiere
Bei den meisten Arten fließen Wasser und Blut in den Kiemen in entgegengesetzter Richtung (analog der Flussrichtung im Nephron), um den Stoffaustausch zu verbessern (Gegenstrom-Prinzip).

#### Fische
Die meisten Knochenfische können durch Bewegen von Suspensorien und Kiemendeckeln eine fast stetige Wasserströmung über die Kiemen erzeugen und so auch ohne äußere Strömung und ohne Schwimmbewegung den Stoffaustausch aufrechterhalten bzw. regulieren, indem der Kiemendeckel jeweils etwas länger saugt (bzw. auspresst) als das Suspensorium. Dies ist den Knorpelfischen nicht gleichermaßen möglich, sie benötigen zur Umspülung der Kiemen oft eine Wasserströmung gegen das geöffnete Maul. Die Kiemenöffnungen der rezenten Knorpelfische bestehen aus einer Reihe von Schlitzen, die sich vom Rachen und den Kiementaschen aus unter Wasserdruck nach außen öffnen. Nur durch das Maul aufgenommenes Wasser fließt durch diese Schlitze und umspült die Kiemen, ein Rückstrom ist kaum möglich. Daher können viele freischwimmende Haie nur atmen, wenn sie sich fortbewegen. Ähnliches trifft auf Makrelen und Thunfische zu.
Bei den Fischen haben die Kiemen zusätzlich eine Ausscheidungsfunktion, zum Beispiel geben sie Ammoniak ab (Unterstützung der Niere) und können (im Meer) auch Ionen aufnehmen.

#### Amphibien

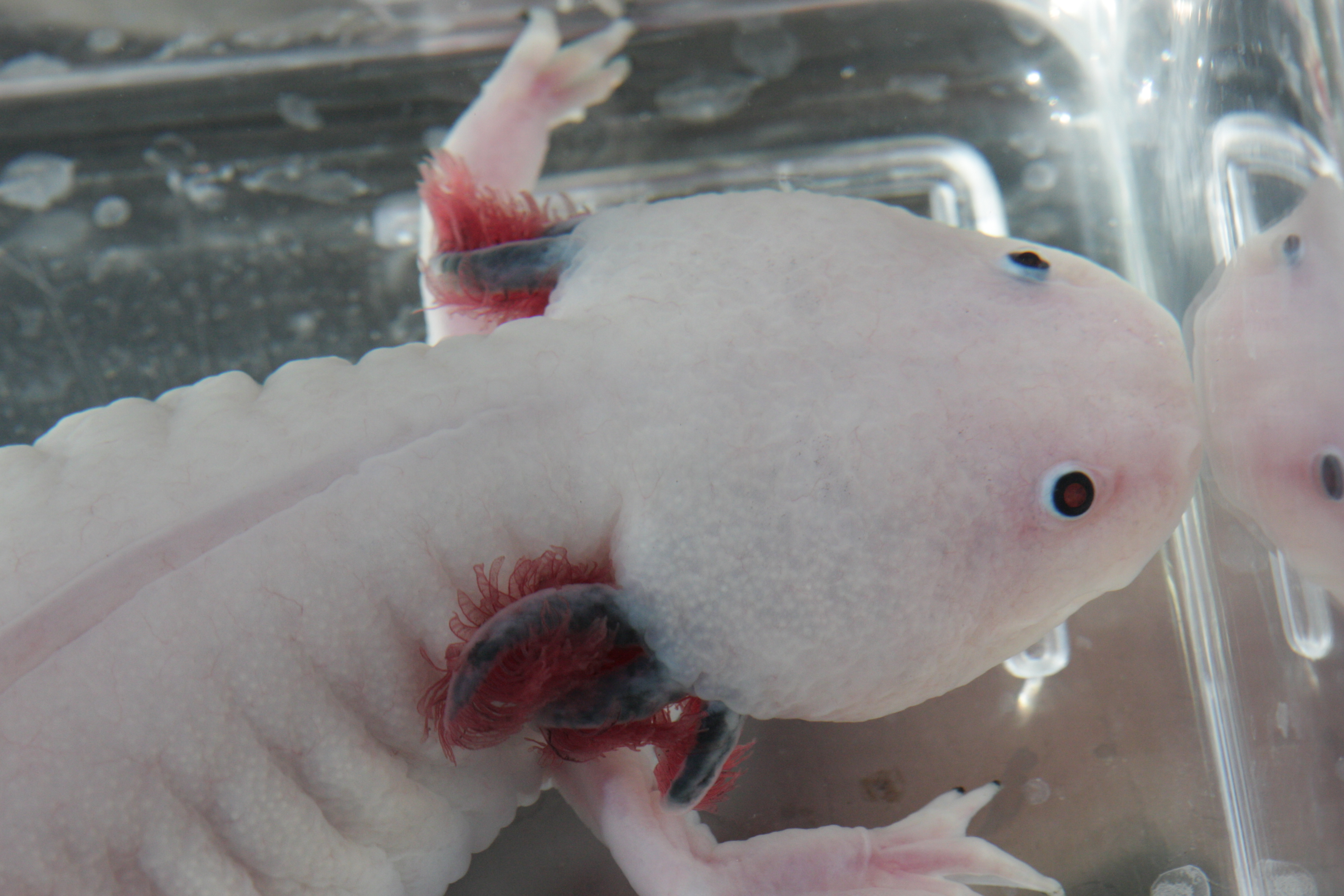
Außenkiemen eines Axolotl

Amphibien sind in der Regel Lungenatmer und können zu einem erheblichen Anteil im Wasser Gase durch die Haut austauschen. Zusätzlich tragen viele Amphibien im Larvenstadium äußere Kiemen, aber auch manche Adultstadien (Olme); diese Kiemen befinden sich zwar an derselben Stelle wie bei den Fischen, bestehen jedoch aus außenliegenden Kiemenbüscheln.

#### Reptilien
Reptilien besitzen keine Kiemen, sondern immer Lungen. Verschiedene wasserbewohnende Schildkröten haben aber zusätzlich Schleimhäute entwickelt, die sie zum Gasaustausch mit dem Wasser befähigen.
Einige in Flüssen (Australiens) lebende Schlangenhalsschildkröten (wie Mary-River-Schildkröten) haben stark durchblutete Schleimhäute in der Nähe des Anus entwickelt. Obwohl sie außerhalb des Wassers mit Lungen atmen, decken sie mit ihrer Kloakal-Atmung oder Rektal-Kiemenatmung den Hauptatmungsbedarf. Diese Kloakal-Atmung ähnelt der der Großlibellen (s. o.).
Einige Wasserschildkröten, so die Weichschildkröten, entwickelten eine Mundhöhlen-Atmung oder Pharyngeal-Kiemenatmung. Ihre Mundschleimhaut und Kehle ist mit stark durchbluteten Zotten ausgekleidet. Durch Strecken und anschließendes Verkürzen des Halses oder durch Bewegung des Zungenbeins, wie es Wasserschildkröten zum Riechen machen, wird ein Wasserstrom erzeugt und der Gasaustausch mit dem Wasser intensiviert.

## Evolutions-Theorien

### Kiemen-Theorie
Nach der Kiemen-Theorie entwickelten sich aus den Kiemen der wasserlebenden Ur-Arthropoden (welche in Crustaceen als funktionsfähige Kiemen erhalten blieben) die Flügel der Insekten; diese Theorie steht im Widerstreit mit der Seitenlappen-Theorie.

### Kiemen aus Kiemendarm
Die Kiemen der Knorpel- und Knochenfische entstanden aus dem ursprünglichen Kiemendarm der frühen Chordatiere (Manteltiere und Schädellose). Der Kiemendarm dient dort sowohl als Filter-Organ, um Plankton aus dem umgebenden Wasser zu filtern, als auch der Sauerstoffaufnahme.

### Umwandlung der Kiemen bei weiterer Entwicklung

#### Kieferbildung
Evolutionär gingen aus den Kiemenbögen der Fische verschiedene hinzugekommene Organe hervor. Diese Entwicklung begann schon bei den Gnathostomata, als die vorderen paarigen Kiemenbögen zu einem ursprünglichen Kiefer umgewandelt wurden. Demzufolge besitzen die Knochenfische nur noch 4 paarweise Kiemenbögen.

#### Kiemenspalten
Als sich Landlebewesen entwickelten, schlossen sich die Kiemenspalten notwendigerweise, um den Feuchtigkeitsverlust zu unterbinden. Die Eustachische Röhre gilt als ein Rudiment der ehemaligen Kiemenspalte zwischen Kiefer- und Zungenbein-Bogen, also des Spritzlochs (Spiraculum). Beim Menschen werden Halsfisteln als anatomischer Atavismus für pathologisch nicht geschlossene Kiemenspalten betrachtet.

#### Neue Organe
Die mit Entwicklung der Lungen überflüssigen Kiemen bildeten sich unbestreitbar zurück. So sind die inneren Kiemen bei den afrikanischen und südamerikanischen Lungenfischen stark zurückgebildet und wenig zur Sauerstoffversorgung geeignet. Aus den zurückentwickelten Anlagen gingen wohl Kieferknochen, Zungenbein, Kehlkopfteile, Gehörknöchelchen, Mandeln und die Thymusdrüse der Landwirbeltiere hervor.
Die Ontogenese der Landwirbeltiere scheint diese Entwicklung zu demonstrieren. Bezüglich Ontogenese findet die von Ernst Haeckel aufgestellte Biogenetische Grundregel allgemeine Beachtung („So bildet auch der Mensch im Alter von wenigen Wochen nach der Befruchtung in der Halsregion Kiemenspalten aus. Einige Kritiker sind der Ansicht, dass es sich dabei um eine unzulässige Interpretation dieser unausgebildeten Organe als vermeintliche ‚Kiemen‘ handelt. Doch gibt es keine schlüssige Deutungsalternative für diese Strukturen, die genau dort auftreten, wo Kiemen zu erwarten wären.“ zitiert aus Biogenetische Grundregel). Da diese Theorie von Charles Darwin propagiert wurde, gilt sie weitgehend als anerkannt.

## Kiemenerkrankungen (auch Fischerkrankungen)
Kiemen sind sehr feine Schleimhäute und naturgemäß einem besonders großen Volumen des umgebenden Wassers ausgesetzt. Damit geht eine erhöhte Anfälligkeit der Kiemen gegenüber Krankheitserregern sowie anderen Noxen zwangsläufig einher.
Die Koi-Herpesvirusinfektion ist eine Viruserkrankung und kann bei befallenen Flussfischen zur letalen Erkrankung mit blutenden Kiemen führen (zum Beispiel bei Karpfen).
Kiemenwürmer (zum Beispiel Dactylogyrus macracanthus Wegener) sind Parasiten, welche für Fischerkrankungen mit wirtschaftlichen Folgen verantwortlich sind.

## Künstliche Kiemen
Künstliche Kiemen werden als technisches Konzept diskutiert, sie wurden bislang nur im Aquarium für kleine Landtiere realisiert. Ziel ist, mithilfe künstlicher Kiemen größere Unabhängigkeit beim Tauchen zu erlangen.